# (9500) Camelot
(9500) Camelot ist ein Asteroid des mittleren Hauptgürtels, der am 29. September 1973 von dem niederländischen Astronomenehepaar Cornelis Johannes van Houten und Ingrid van Houten-Groeneveld entdeckt wurde. Die Entdeckung geschah im Rahmen der 2. Trojaner-Durchmusterung, bei der von Tom Gehrels mit dem 120-cm-Oschin-Schmidt-Teleskop des Palomar-Observatoriums aufgenommene Feldplatten an der Universität Leiden durchmustert wurden, 13 Jahre nach Beginn des Palomar-Leiden-Surveys.
Der Asteroid gehört zur Eunomia-Familie, einer nach (15) Eunomia benannten Gruppe, zu der vermutlich fünf Prozent der Asteroiden des Hauptgürtels gehören. Die zeitlosen (nichtoskulierenden) Bahnelemente von (9500) Camelot sind fast identisch mit denjenigen des kleineren, wenn man von der Absoluten Helligkeit von 16,6 gegenüber 14,4 ausgeht, Asteroiden (413077) 2001 SK321.
(9500) Camelot wurde am 11. November 2000 nach Camelot benannt, dem Hof des Königs Artus aus der Artussage. Am selben Tag wurden einige weitere Asteroiden aus der 2. Trojaner-Durchmusterung nach Namen aus der Artussage benannt, zum Beispiel (9499) Excalibur, (9501) Ywain, (9502) Gaimar, (9503) Agrawain und (9504) Lionel. Schon 1973 war ein Mondkrater der östlichen Mondvorderseite von Astronauten der Apollo-17-Mission als Landeort nach Camelot benannt worden, sowie 1982 ein Grabenbruch auf dem Saturnmond Mimas: Camelot Chasma.